# Немирівська міська територіальна громада
Немирівська міська громада — територіальна громада в Україні, в Вінницькому районі Вінницької області. Адміністративний центр — місто Немирів.
Площа громади — 153,2 км², населення — 15 266 мешканців (2018).
Утворена 16 серпня 2016 року шляхом об'єднання Немирівської міської ради та Байраківської, Медвежанської, Никифоровецької, Стрільчинецької, Язвинківської сільських рад колишнього Немирівського району.
12 червня 2020 року Немирівська міська громада утворена у складі Немирівської міської ради та Байраківської, Боблівської, Бондурівської, Великобушинської, Воробіївської, Головеньківської, Зарудинецької, Ковалівської, Криковецької, Кудлаївської, Медвежанської, Муховецької, Никифоровецької, Рачківської, Рубанської, Сокілецької, Стрільчинецької, Сподахівської, Чуківської, Язвинківської сільських рад колишнього Немирівського району.

## Населені пункти
До складу громади входять 53 населених пунктів — 1 місто (Немирів) і 52 села: Байраківка, Березівка, Боблів, Бондурівка, Будки, Велика Бушинка, Вовчок, Воробіївка, Гвоздів, Глинянець, Головеньки, Гостинне, Гунька, Данилки, Дубмаслівка, Дубовець, Зарудинці, Зеленянка, Йосипенки, Кароліна, Ковалівка, Козаківка, Коровайна, Криківці, Кудлаї, Лука, Мала Бушинка, Мар'янівка, Медвежа, Межигірка, Монастирок, Мухівці, Никифорівці, Нова Миколаївка, Озеро, Олексіївка, Остапківці, Перепеличчя, Потоки, Подільське, Рубань, Сажки, Селевинці, Сокілець, Сорокотяжинці, Сподахи, Стрільчинці, Супрунівка, Чаульське, Чуків, Шолудьки та Язвинки.

## Галерея

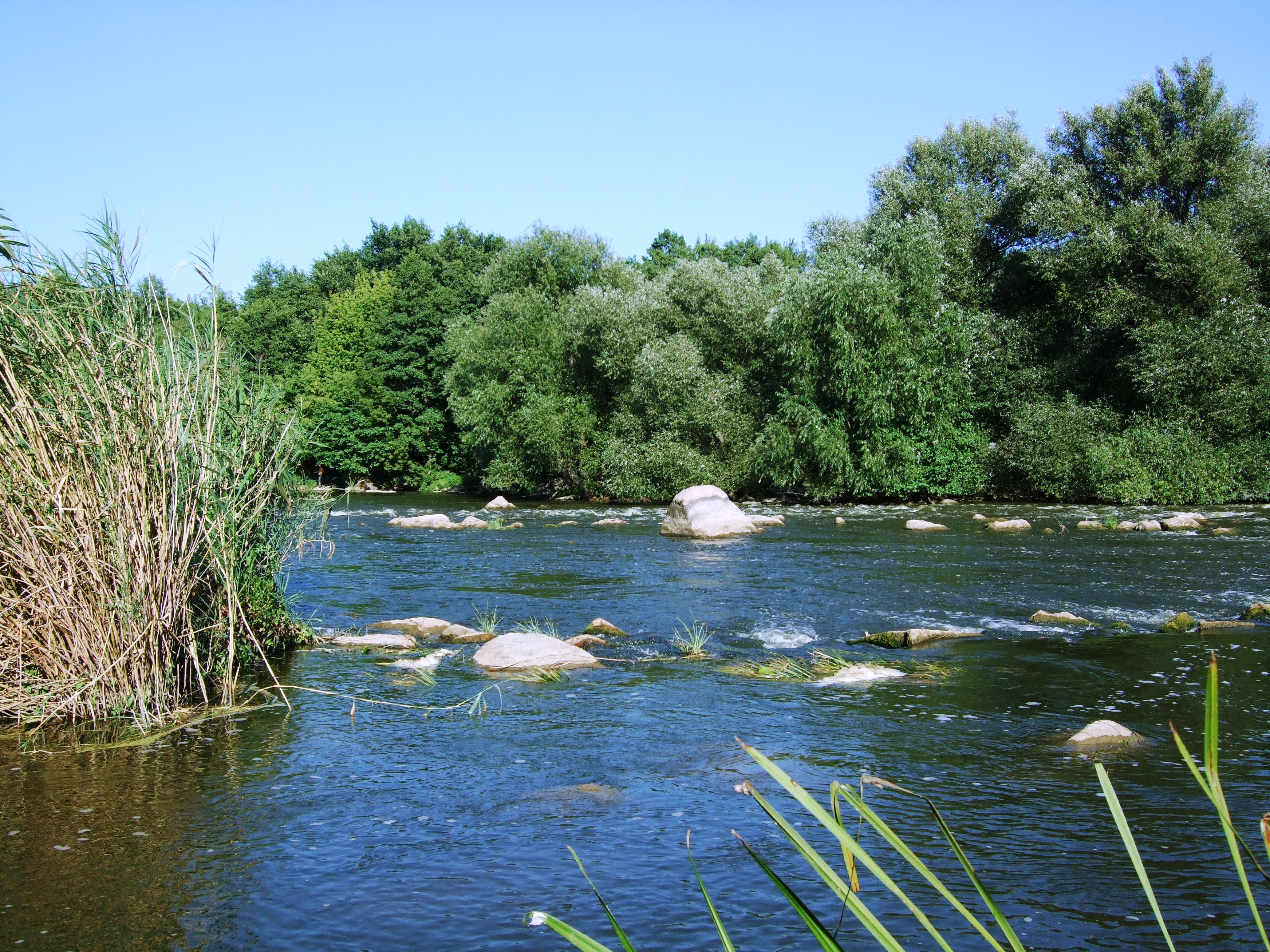
Регіоналтний ландшафтний парк Немирівське Побужжя
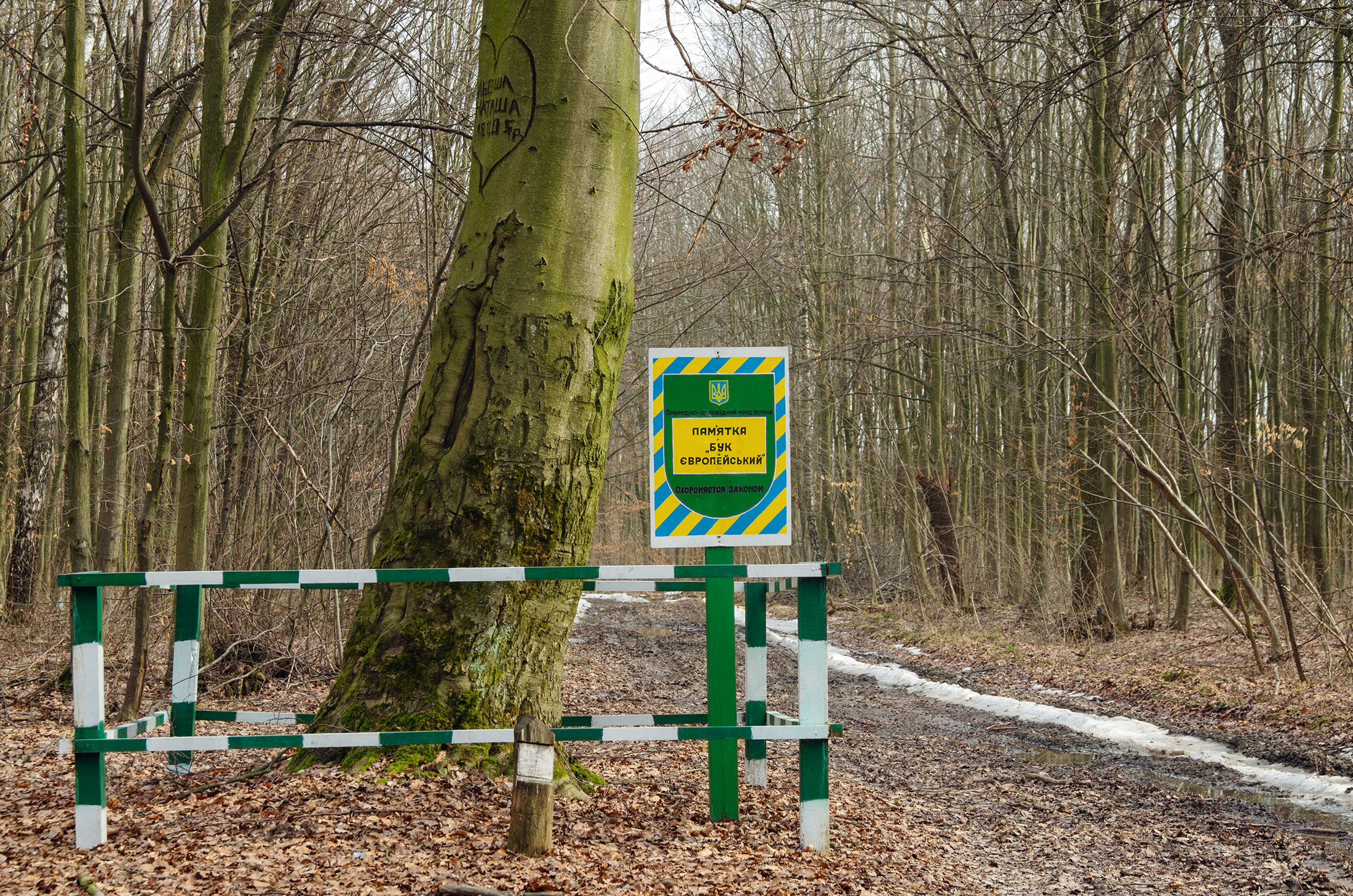
Ботанічна пам'ятка природи Бук Європейський